# Trazo (A Coruña)
Trazo ist ein Municipio in der autonomen Gemeinschaft Galicien in Spanien. Es gehört der Provinz A Coruña an. 2024 hatte die Gemeinde 2.979 Einwohner.

## Lage
Trazo liegt 19 Kilometer nördlich von Santiago de Compostela.

## Bevölkerungsentwicklung der Gemeinde
Quelle: INE-Archiv – grafische Aufarbeitung für Wikipedia

## Gemeindegliederung
Die Gemeinde Trazo ist in elf Parroquias gegliedert:
| Parroquias | Patrozinium  | Einwohner 2024 | Fläche km² | Dichte Einw./km² | Höhe msnm | Ortskennzahl |
| ---------- | ------------ | -------------- | ---------- | ---------------- | --------- | ------------ |
| Benza      | San Pedro    | 298            | 11,62      | 26               | 340       | 15086010000  |
| Berreo     | San Mamede   | 240            | 7,75       | 31               | 230       | 15086020000  |
| Campo      | San Xoán     | 355            | 12,91      | 27               | 320       | 15086030000  |
| Castelo    | Santa María  | 205            | 6,85       | 30               | 289       | 15086040000  |
| Chaián     | Santa María  | 568            | 7,80       | 73               | 257       | 15086050000  |
| Monzo      | San Martiño  | 123            | 4,87       | 25               | 371       | 15086060000  |
| Morlán     | Santa María  | 157            | 6,94       | 23               | 287       | 15086070000  |
| Restande   | Santa María  | 234            | 8,48       | 28               | 363       | 15086080000  |
| Trazo      | Santa María  | 146            | 8,88       | 16               | 305       | 15086090000  |
| Vilouchada | San Vicenzo  | 92             | 6,45       | 14               | 230       | 15086100000  |
| Xavestre   | San Cristovo | 601            | 18,83      | 32               | 305       | 15086110000  |

## Wirtschaft
| Ackerbau, Viehzucht und Fischerei                                                  | 0260  | 020,88 |
| Industrie                                                                          | 0170  | 013,65 |
| Bauwirtschaft                                                                      | 0109  | 08,76  |
| Dienstleistungsbetriebe                                                            | 0706  | 056,71 |
| Total                                                                              | 1.245 | 100,00 |
| * Daten aus dem Statistischen Amt für Wirtschaftliche Entwicklung in Galicien, IGE |       |        |